# Mylothris pluviata
Mylothris pluviata är en fjärilsart som beskrevs av Berger 1980. Mylothris pluviata ingår i släktet Mylothris och familjen vitfjärilar. Inga underarter finns listade i Catalogue of Life.